# Camping-car
Pour l’article homonyme, voir Camping-car (film, 2006).
Camping-car est parfois utilisé en Belgique pour désigner ce que les Français appellent caravane pliante

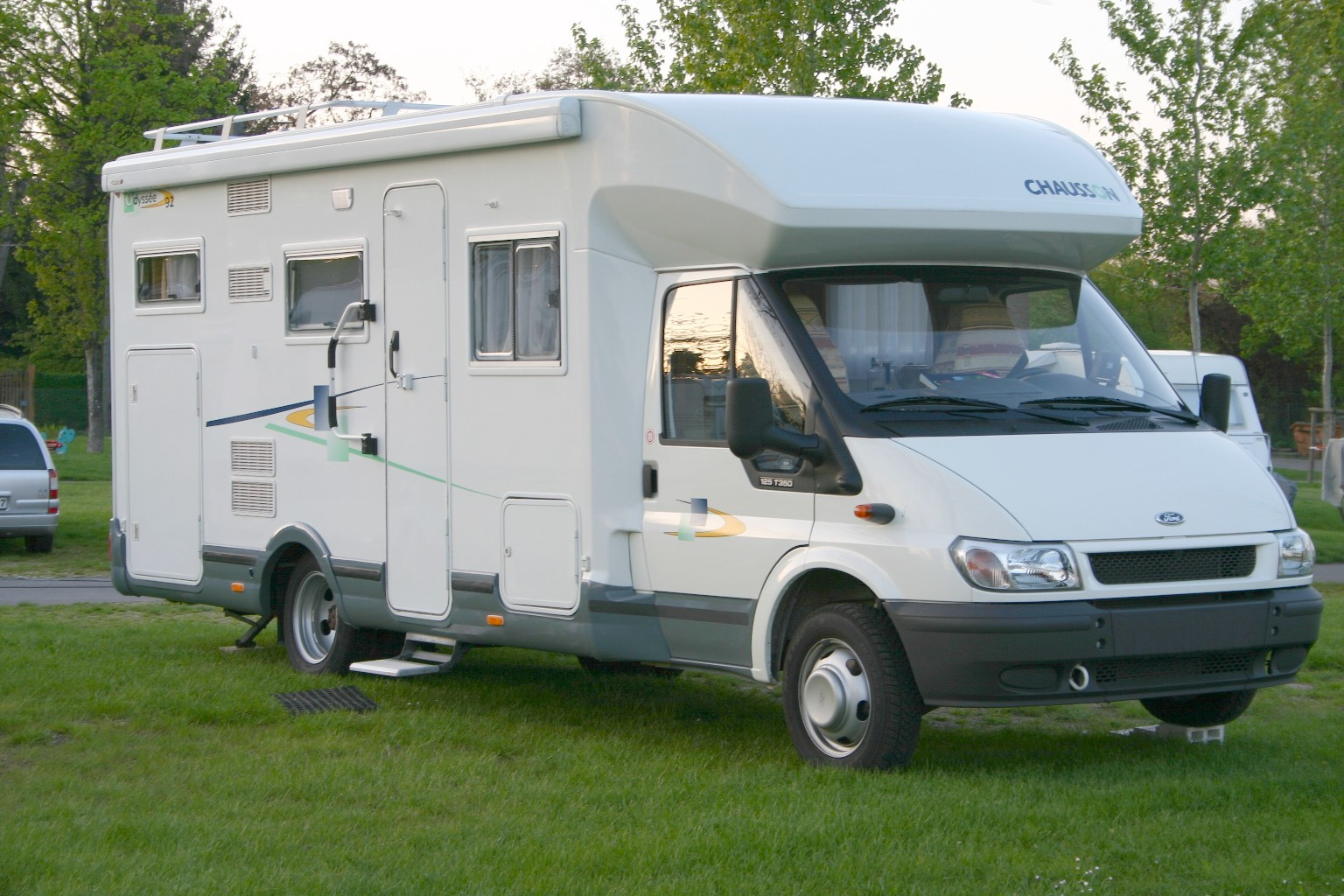
Autocaravane de type profilé

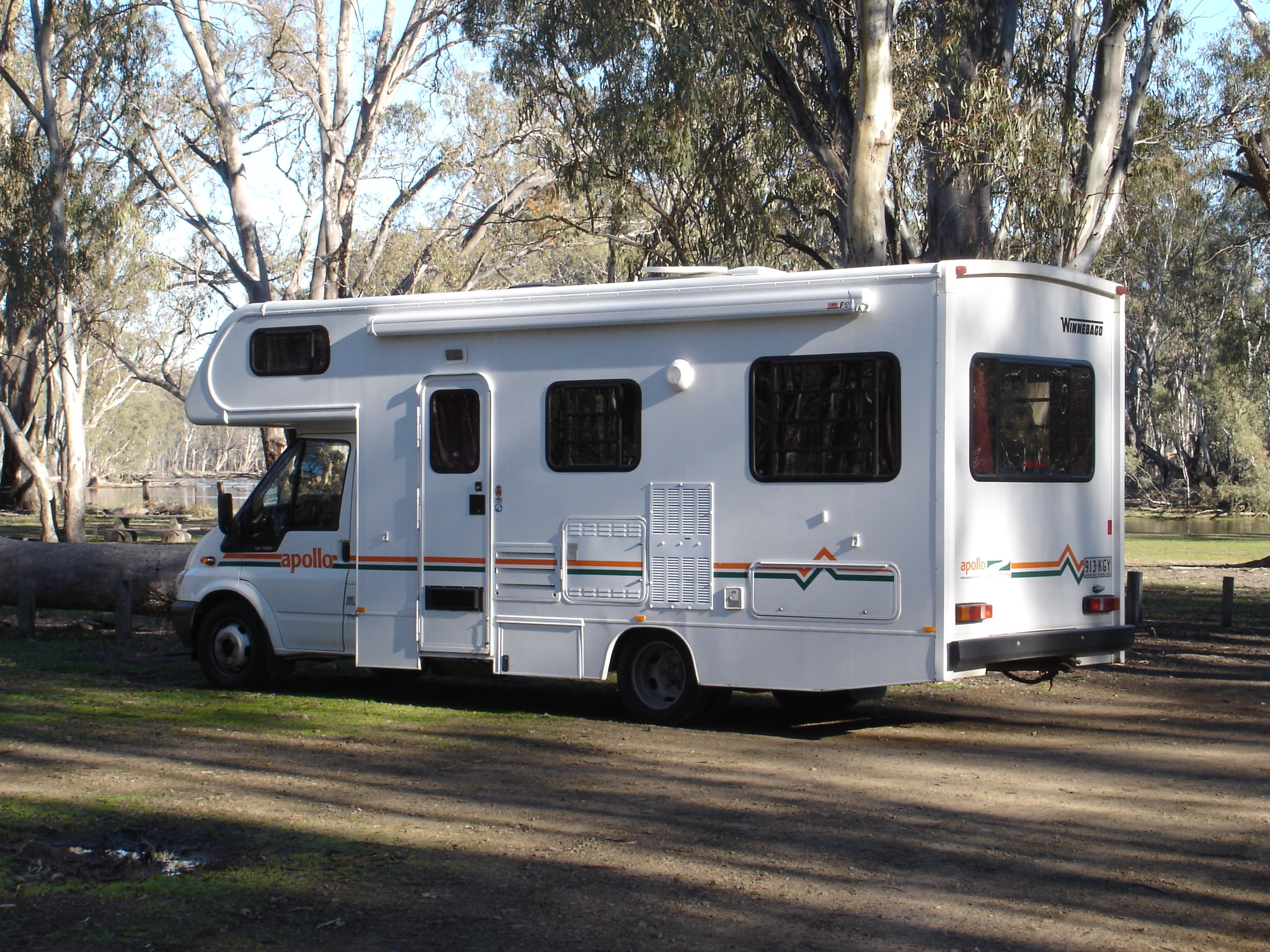
Camping-car australien de type capucine

Un camping-car ou autocaravane, et, au Canada, véhicule récréatif, est un véhicule automobile habitable.

## Terminologie
Le terme de « camping-car » est un mot d'usage courant pour désigner un véhicule habitable. Il est toutefois un  faux anglicisme utilisé en France, selon le Petit Robert (édition 2007). Le dictionnaire indique déjà ce terme dans son édition de 1952, composé de « camping » (attesté en 1903) et de « car ». On trouve parfois le terme « motorhome », qui est d'origine américaine, dont la traduction est littéralement « maison équipée d'un moteur ». Toutefois, d'autres expressions sont utilisées, voire recommandées, selon les pays.
En France, l'utilisation du terme « camping-car » est attestée depuis 1974. D'autres termes permettent cependant de désigner ce véhicule : « autocaravane », « mobile-home », « motor-home », selon la commission ministérielle de terminologie du tourisme (1982), et fait partie des véhicules dits « de loisirs ». Toutefois, il est recommandé par ce même Arrêté de 1982 de préférer le substitut « autocaravane »,.
En Belgique, on préfère le terme « motorhome » ou « mobilhome »,.
Au Québec, on utilise également les termes « auto-caravanes » (officialisé en 1980) devenu « autocaravane », terme recommandé depuis 1997 par l'Office québécois de la langue française. L'Office québécois de la langue française recommande par ailleurs d'éviter le faux anglicisme « camping-car », ainsi que d'éviter « motorhome ». On trouve également les expressions courantes comme « roulottes », « caravanes », parfois « caravane motorisée », « Winnebago » (marque américaine déposée), « motorisé » (terme familier), ou encore « campeur » (parfois écrit « camper »).
Aux États-Unis, ce type de véhicule est désigné sous l'appellation de « recreational vehicle » (RV).

## Histoire

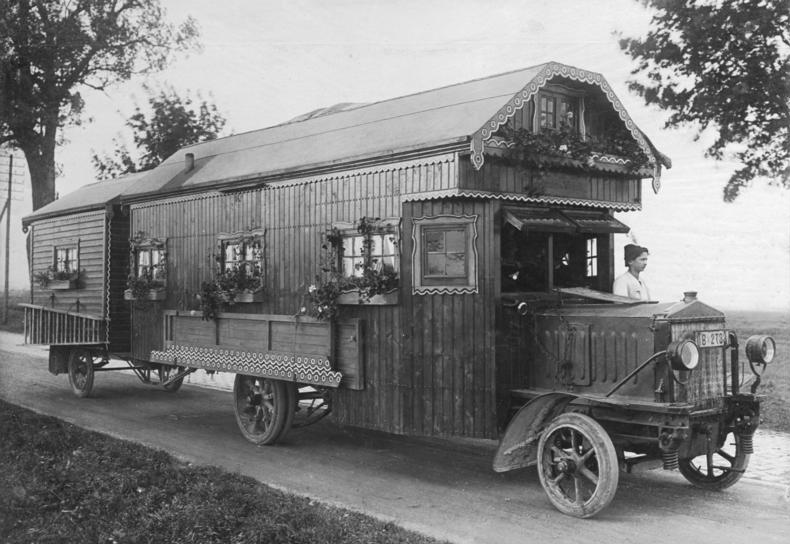
Fahrbares Landhaus avec roulotte ajoutée : camion militaire réaménagé en bois, Allemagne (1922).

### États-Unis et Canada
Le Earl Travel Trailer, accroché à l'arrière d'une Ford T en 1913, semble être la première remorque fabriquée en série de l'histoire du camping automobile. En 1916, Samuel B. Lambert, propriétaire de la Lambert Pharmacal Company, invente le modèle Lamsteed Kampkar combinant en un seul bloc, sans remorque, couchage et voiture sur un châssis Ford, avec un aménagement de type « classe Pullman ». La vogue du camping se développe après 1918 et la plupart des véhicules aménagés le sont par des particuliers, à partir de châssis Ford TS. En 1923, Ford lance le modèle Nomad House Car, avec douche et chauffage au bois intégrés, considéré comme la première gamme de camping-car de ce pays. En 1928, l'ingénieur designer Glenn Curtiss imagine l'Aerocar Land Yacht renommé « Adams Motor Bungalo », s'inspirant de la carlingue aérodynamique des avions, en créant une caisse à armature en bois recouverte de fines plaques métalliques, emménagée de quatre lits, deux salles de bains et un large plafond panoramique en verre. La même année, est lancé le Road Yacht, premier « motor home » aux lignes arrondies et effilées fabriqué en série, vendu 985 dollars.

### En France
Dès le début du XXe siècle, des constructeurs indépendants fabriquent en exemplaire unique des remorques auto-portées permettant le couchage, la restauration et la toilette. Il s'agit encore d'un objet de luxe : les modèles « Carling-home » de Charles Louvet coûtent quasiment le prix d'une maison de l'époque, et certaines remorques font plus de dix mètres de long.
Le précurseur : Marie Jean Jules Honoré Sécrestat, dit Jules Sécrestat, inventeur du camping-car en 1902, né le 7 avril 1869 à Bordeaux.
Il s’adressa au carrossier bordelais Henri Lafitte, distributeur Panhard pour la région, et baptisa son salon roulant de 7 m « la Bourlinguette ».
Cet automoteur était équipé de roues en bois cerclées de fer, les pneus et même les bandages caoutchouc de l’époque ne pouvant supporter son poids. En plus de deux systèmes de freins, on pouvait faire tomber des cales devant les roues. Il comprenait une cabine de conduite entièrement fermée et vitrée, un salon transformable en chambre à coucher et une pièce de service avec eau et cuisinière ; entrée par l’arrière, éclairage électrique, mobilier en acajou, fourni par la maison bordelaise Plazanet, rehaussé par un épais tapis, des vitraux aux portes intérieures, tentures et vaisselle gravée « la Bourlinguette ». Mise en route le 13 juin 1903, vitesse 15 à 18 km/h.
Puis en 1920, des inventeurs ont l'idée de faire subir des modifications à leur voiture pour qu'elle devienne au gré des arrêts une cantine améliorée souvent par des évolutions apportées à la partie « coffre » du véhicule. Cette recherche permanente d'améliorations va conduire certains inventeurs à ne conserver de la voiture ou du camion que le châssis, le moteur et une partie de la caisse. Recyclant les camions militaires, certains imaginent également de confectionner une carrosserie autour d'un espace habitable porté par un puissant châssis : en 1925, Raymond Roussel roule en « maison-automobile » sur châssis Saurer à 40 km/h, luxueusement décorée avec éléments rétractables (lit, table, fauteuils), salle de bains et coin cuisine.
Cette première utilisation d'engins peu préfabriqués dure relativement longtemps puisqu'il faut attendre les années 1970 et le début du déclin des caravanes pour voir émerger des constructeurs professionnels capables de proposer aux ménages français des gammes élargies, notamment les camping-cars à capucine. À partir des années 1980, le camping-car entame sa démocratisation, notamment grâce à la possibilité offerte à un certain nombre de vacanciers de louer des camping-cars pour des séjours plutôt que de devoir les acheter.
À l'été 2017, et selon une étude réalisée par la direction générale des entreprises (DGE), en collaboration avec l'Union des industries du véhicule de loisirs (Uni VDL), le parc des camping-cars français était estimé à 540 000 unités.
Une étude de Motointegrator et DataPulse Research en 2025 confirme le fort engouement pour la vanlife et les véhicules de loisirs en France après la pandémie. La France reste la première destination européenne pour le camping, avec 92 millions de nuitées enregistrées entre mai et septembre, soit près de la moitié de toutes les nuitées touristiques sur cette période. En 2024, ces nuitées étaient en hausse de 10 % par rapport à 2019. Par ailleurs, l’intérêt pour les véhicules compacts et personnalisés s’est renforcé, comme le montre l’augmentation des recherches Google pour des termes comme « van aménagé » et « fourgon aménagé » depuis 2020.

## Aménagements
Couchage
Les camping-cars possèdent généralement un ou plusieurs lits permanents. Ce couchage est, le plus communément, situé à l'arrière de la cellule, et parfois installé sur soute. Mesurant environ 130 × 200 cm, il peut être placé longitudinalement (lit « à la française », « décalé » ou « central ») ou transversalement. Un autre lit, qui disparaît dans la configuration « jour », peut également être un lit « de cabine », « central » ou « de pavillon ». Les véhicules équipés de « capucine » (protubérance située au-dessus de la cabine de pilotage) proposent le lit principal ou un couchage supplémentaire accessible par une petite échelle.
Le couchage peut être constitué, dans la partie arrière du véhicule, 
d'un grand lit central ou de deux lits jumeaux. Cet espace est, parfois, remplacé par un « salon arrière » à l'instar d'une caravane. Les banquettes constituent un couchage d'appoint et sont surmontées d'un lit électrique coulissant fixé au plafond en configuration jour.
Salle d'eau/WC
À partir d'un certain niveau d'équipement, les véhicules sont dotés d'un cabinet de toilette comprenant un lavabo, une douche et un WC chimique. Certains modèles comportent une douche séparée des WC et du lavabo ; d'autres, à l'espace plus réduit, présentent une paroi amovible séparant WC et douche. De plus en plus de fourgons sont équipés de toilettes sèches, plus agréables, plus économiques et écologiques que les WC chimiques.
Réfrigérateur
Ils disposent d'un réfrigérateur, parfois doté d'un compartiment congélateur/conservateur, fonctionnant avec plusieurs énergies : gaz, électricité 230 V et 12 V (réfrigérateur dit « trimixte »).
Cuisine
Le bloc cuisine offre un évier, des feux gaz ou gaz/électricité, un réfrigérateur avec congélateur et, parfois, un four ou une hotte aspirante.
Coin repas
Un espace appelé « dînette » comporte une table avec banquettes en « L » ou face à face. Il est utilisable comme salon et pour les repas. Dans sa configuration « nuit », cet espace peut parfois accueillir un couchage supplémentaire.
Autonomie
Des réservoirs d'eau propre et d'eau usée sont dissimulés dans des tiroirs extérieurs ou, le cas échéant, dans le double-plancher. Une (ou plusieurs) batterie assure une autonomie électrique pour l’éclairage et la pompe à eau. Un chauffe-eau permet de disposer d'eau chaude aussi bien pour la toilette que pour la cuisine et la vaisselle. L'électricité peut provenir de panneaux solaires, de l'alimentation 230 V extérieure ou encore du coupleur-séparateur qui se branche sur l'alternateur du moteur. On peut combiner ces sources pour obtenir une autonomie suffisante pour tous les équipements du camping-car.
Chauffage
Le chauffage de la cellule peut être assuré par un radiateur à gaz mais aussi par un chauffage au gasoil à air pulsé, similaire à ceux des autocars. Certains font office de chauffage et de chauffe-eau à la fois, très pratique pour simplifier l'installation et gagner de l'espace.
Isolation
L'isolation des camping-cars et des fourgons est un point clé pour l'été comme pour l'hiver. Les isolants thermiques et phoniques apportent énormément de confort à ceux qui vivent à l'intérieur (surtout à l'année). Une bonne isolation phonique peut réduire le niveau sonore de 30 dB, quand une bonne isolation thermique permettra de maintenir une belle différence de température avec l'extérieur et un déphasage de quelques heures indispensable pour le sommeil. Il existe un grand nombre d'isolants adaptés aux camping-cars et fourgons, certains naturels et d'autres minéraux dont les performances phoniques et thermiques sont très variables.
Soute
Selon les dimensions et la configuration intérieure, un camping-car peut être doté d'une soute à l'arrière permettant d'y loger des vélos, voire une moto et autres objets volumineux. De petites soutes permettent le logement des bouteilles de gaz, de la cassette des WC. Certains véhicules sont équipés de compartiments coulissants permettant le rangement des accessoires nécessaires au fonctionnement du camping-car : câble de raccordement, tuyaux, cales, etc.
Options
Les véhicules les plus récents sont équipés d'options « constructeur » ou « concessionnaire », dont les plus courantes sont les panneaux solaires, des stores latéraux, un porte-vélos, une télévision et son équipement (antenne parabolique, etc), caméra de recul, etc.

## Typologie
Il existe plusieurs familles de camping-cars :
- les camions aménagés (caravane à sellette au Québec) ;
- les capucines (classe « C » au Québec) ;
- les cellules amovibles (boite campeur au Québec) ;
- les combis, fourgons ou vans aménagés (classe « B » au Québec) ;
- les intégraux (classe « A » au Québec) ;
- les profilés (classe « B+ » au Québec) et les profilés « compacts », intermédiaires entre les fourgons/vans et les profilés[17] ;
- les camping-cars type « bus », de très grandes dimensions, avec ou sans slide-out (extension de la carrosserie).

Si la plupart de ces véhicules se conduisent avec un simple permis de conduire de catégorie B (tourisme), il existe des camping-cars « poids-lourds » de plus de 3,5 tonnes. Au Québec, la conduite d'un véhicule récréatif, quelle que soit sa taille ou son poids, est autorisée avec un permis de classe 5.

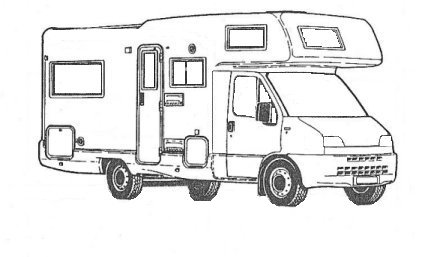
Capucine.
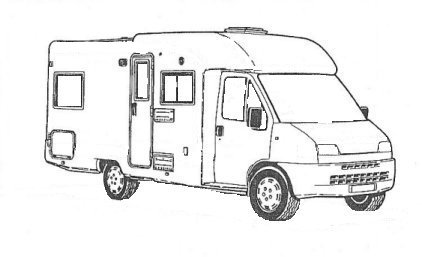
Profilé.
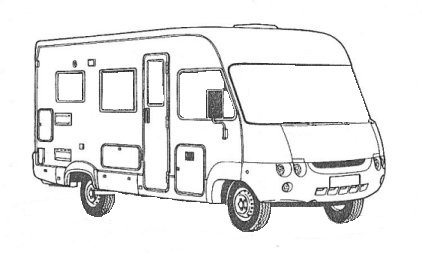
Intégral.

### Camion aménagé
Souvent destinés aux forains lors de leurs voyages, ils sont beaucoup plus spacieux et luxueux que les camping-cars traditionnels. De par leur taille, ils sont plutôt destinés aux grands réseaux autoroutiers.

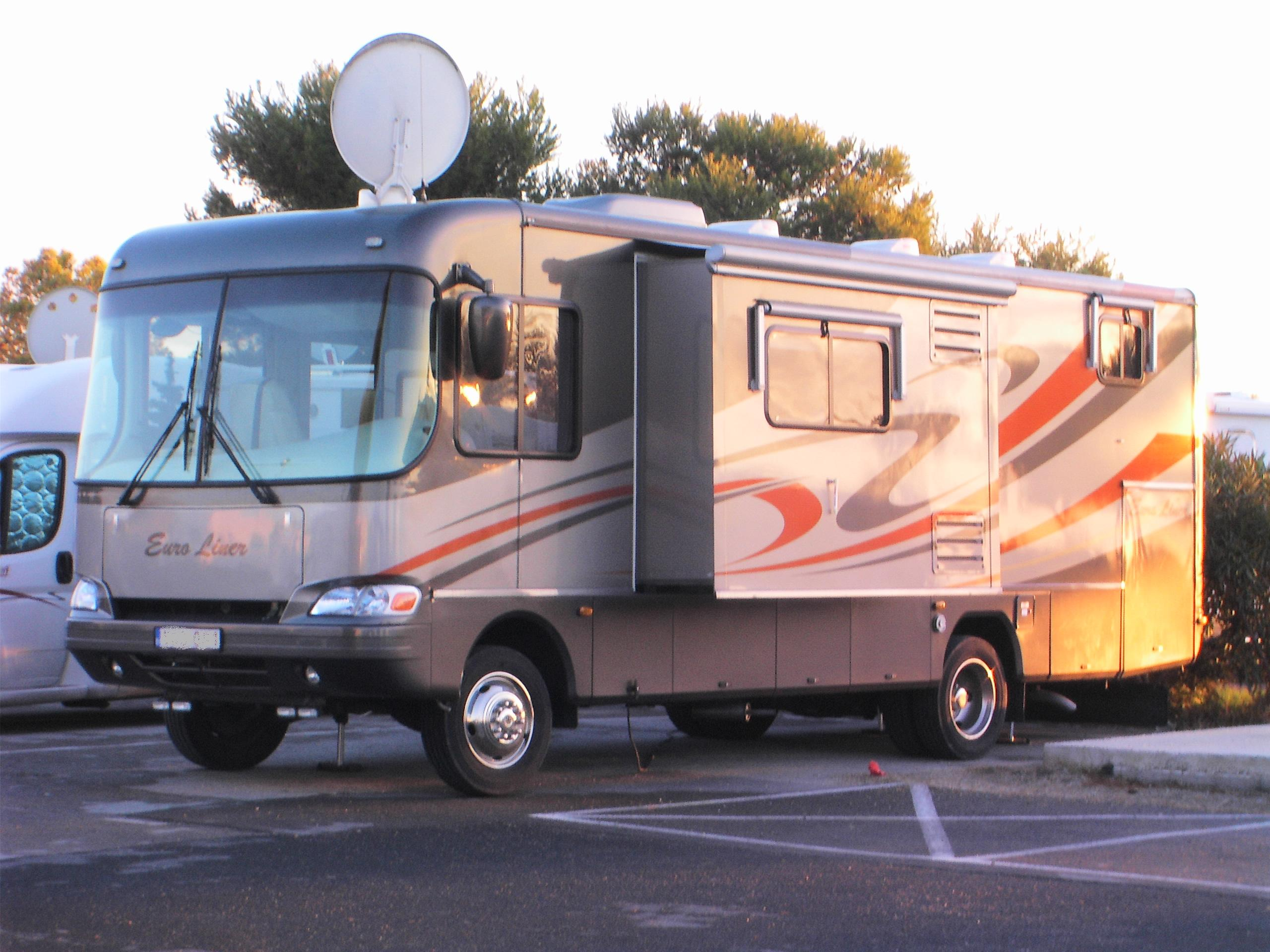
Camping-car de type bus équipé d'un slide-out.
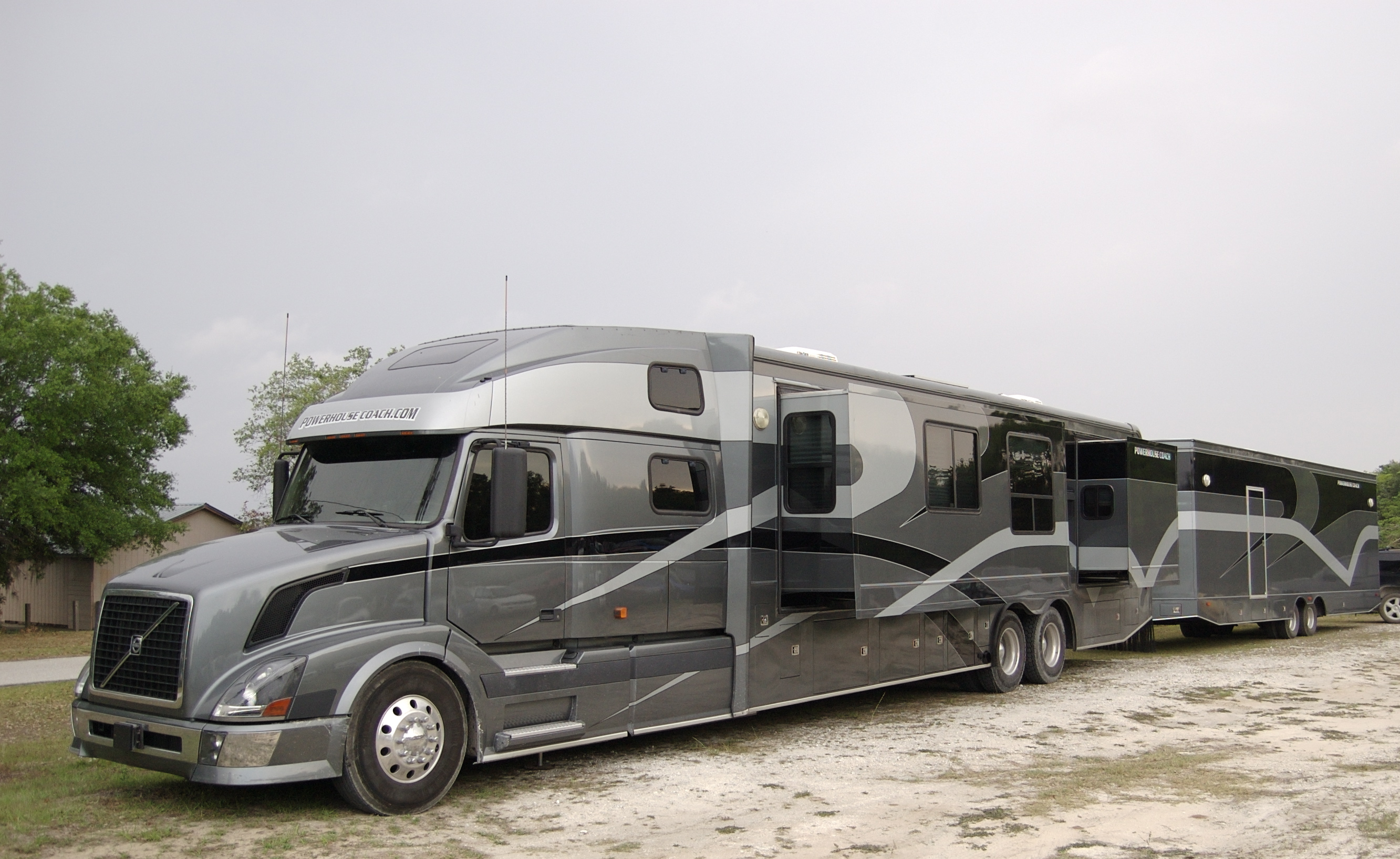
Powerhouse Coach.

### Camionnette
Des carrossiers caravaniers fixent des cellules sur des camionnettes.

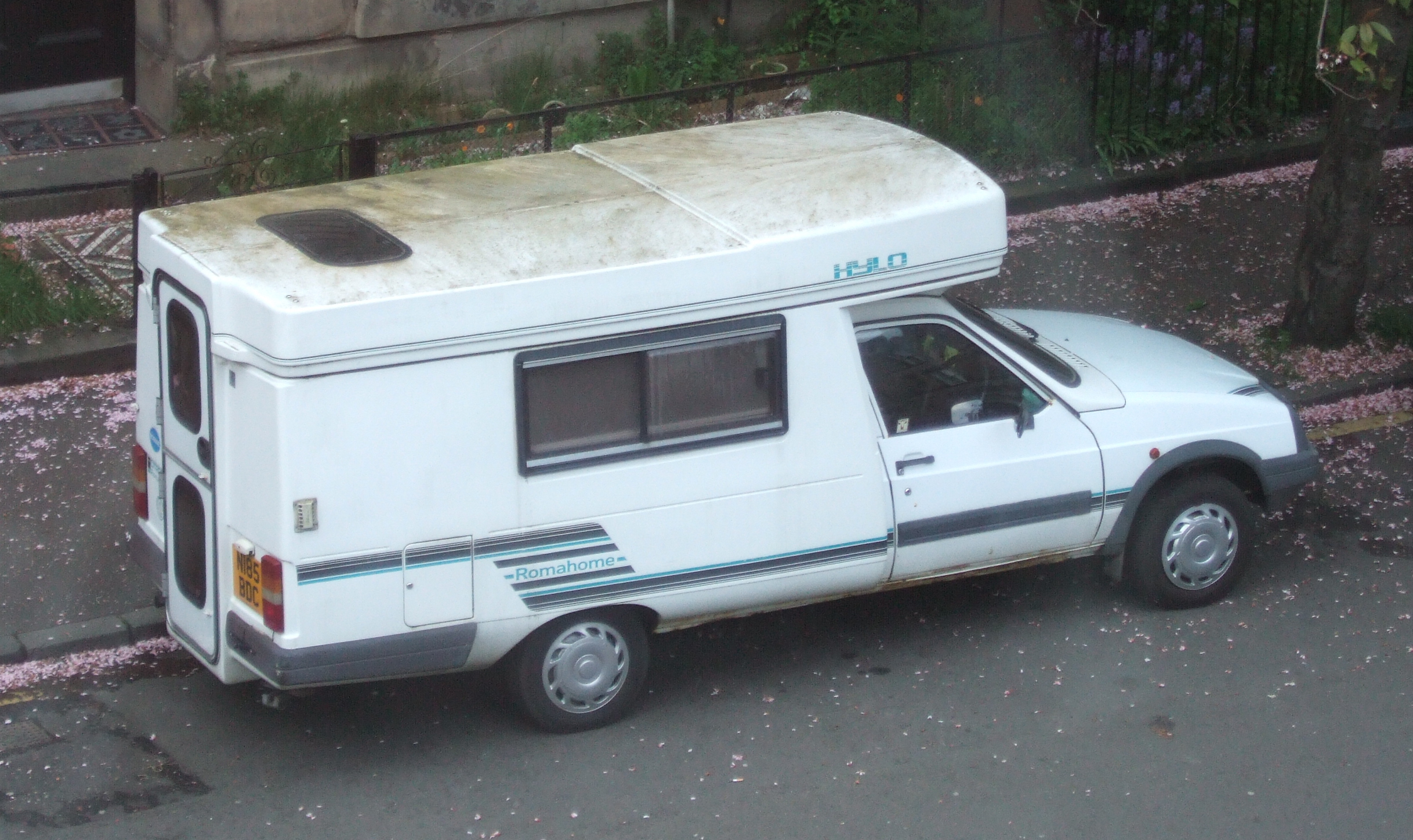
Une Citroën C15 camping-car rallongée sur base châssis-cabine.

### Capucine
Les camping-cars à capucine comporte une zone de couchage au-dessus de la cabine de conduite, ce qui leur permet d'offrir soit un nombre de couchages plus important pour un même encombrement au sol, soit plus de surface à exploiter en déplaçant le couchage en hauteur. Avec une capacité de 4 à 7 couchages, cette catégorie de camping-car est principalement destinée à un usage familial.
On appelle « capucine » la partie qui se trouve au-dessus de la cabine de conduite et qui renferme généralement un lit. L'aérodynamisme de ce type de véhicule, du fait de son appendice, est très mauvais.

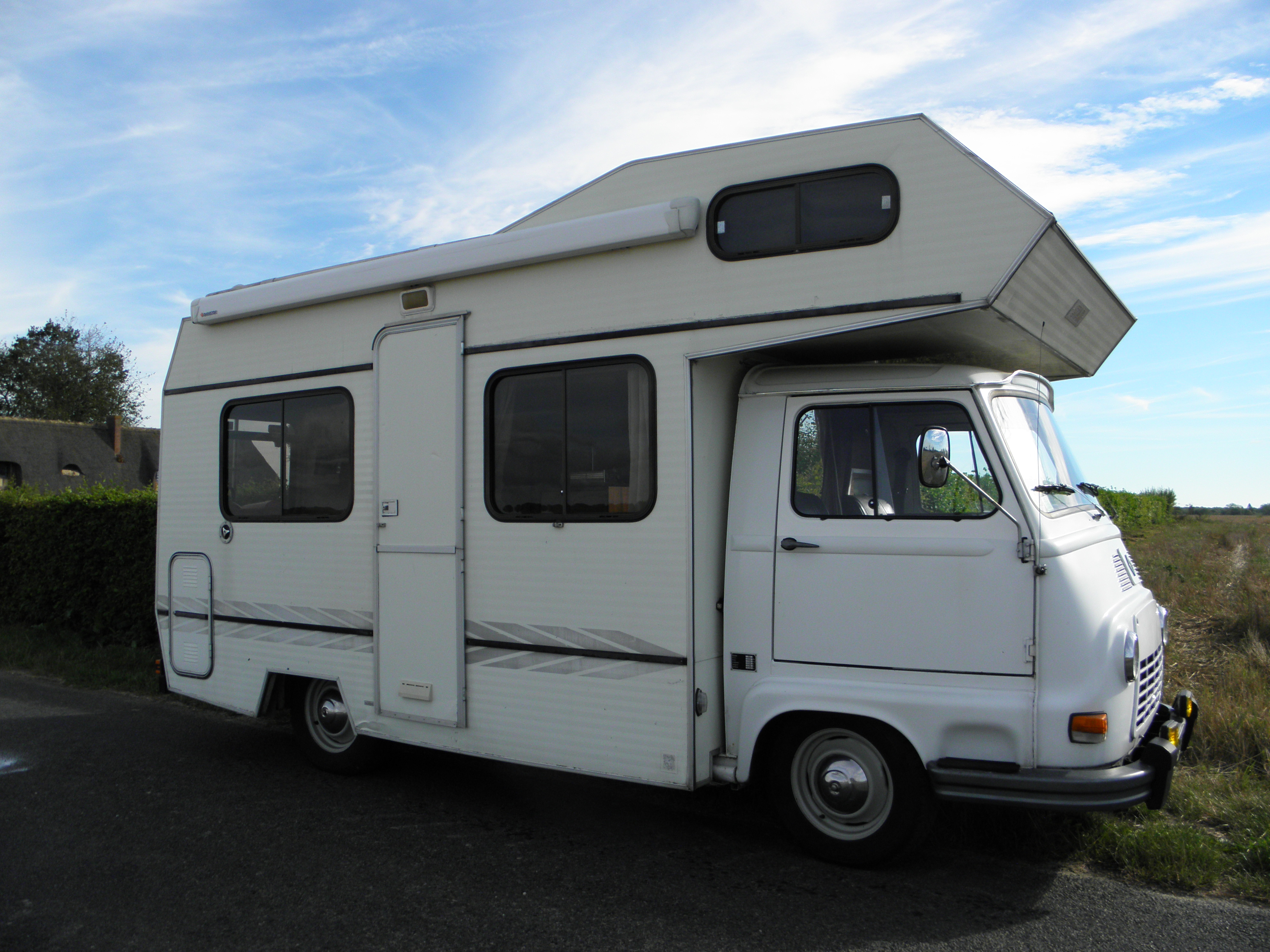
Une Renault Estafette avec cellule à capucine Star Autostar de 1979.

### Cellule amovible
Comme son nom l'indique, il s'agit de cellules que l'on peut poser et déposer à loisir sur un porteur (généralement un véhicule pick-up).

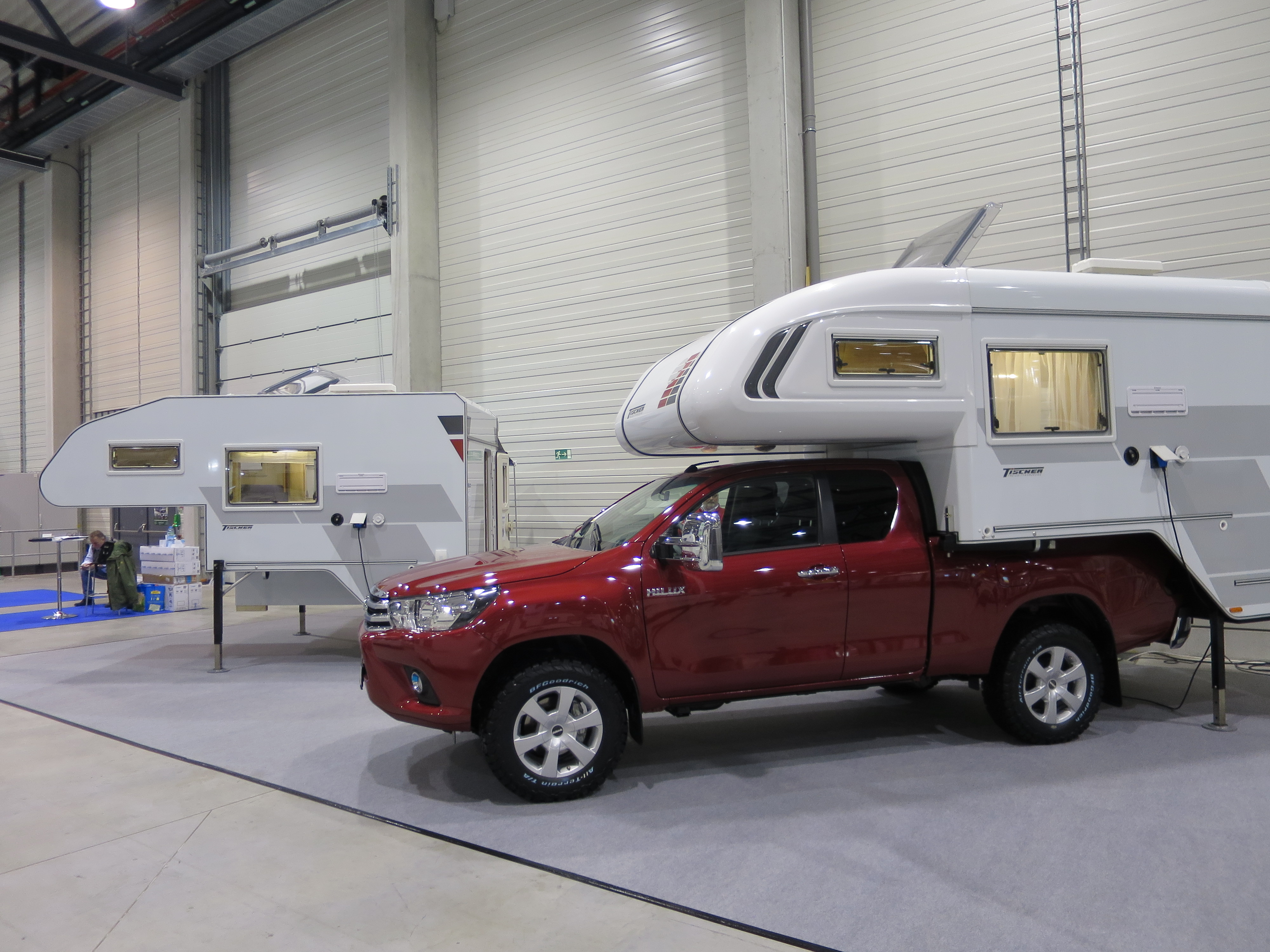
Une conversion de pick-up par la société allemande Tischer (Berlin 2017).
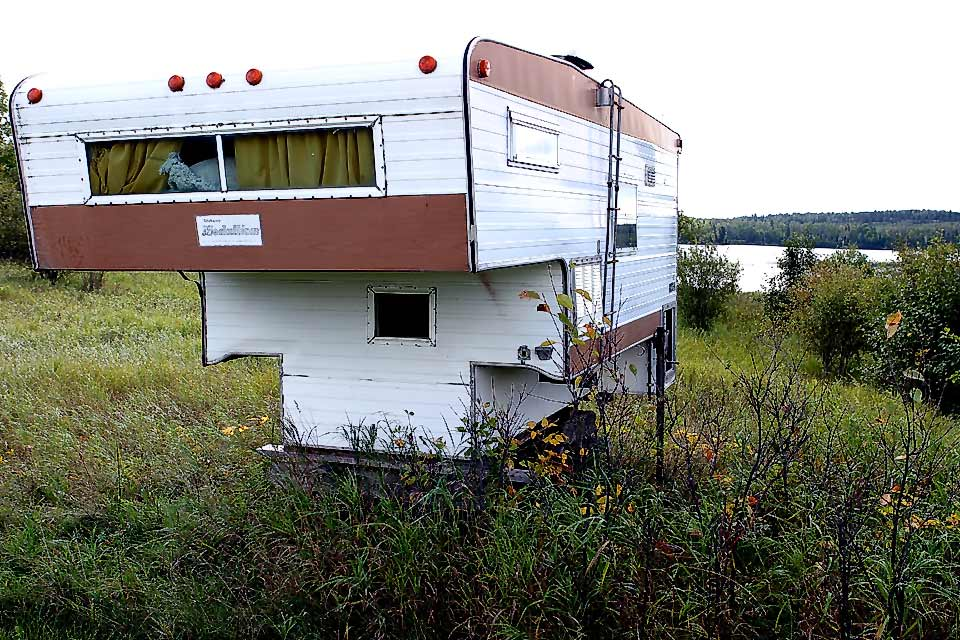
Une cellule posée sans son véhicule porteur.

### Combis, fourgons ou vans aménagés

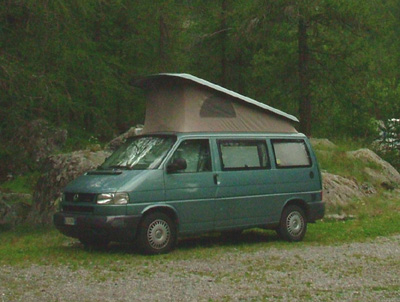
Fourgon aménagé.

Les fourgons aménagés conservent la carrosserie d'origine du véhicule. Ils ne se distinguent extérieurement des autres fourgons que par des ouvertures supplémentaires (baies vitrées, aérations, etc.), mais certains modèles conservent des commodités propres aux camping-cars tels que les toilettes, la télévision, le réfrigérateur ou même la douche.
Ils sont plus discrets et d'un gabarit souvent moins important que les camping-cars, ils possèdent rarement un lit permanent, l'espace de vie est plus réduit et ils conviennent généralement aux couples sans enfant recherchant un véhicule peu encombrant.
Ils sont plus maniables et plus rapides que les camping-cars. Faisant moins de 2 mètres de haut, ils ne sont pas soumis à un surcoût sur les autoroutes.
Ils permettent également de se déplacer plus facilement en ville et d'utiliser des aires de stationnement prévues pour les véhicules de promenade.
Les fourgons aménagés sont devenus un véritable mode de vie pour de plus en plus d'individus, en couple et en famille. Que ce soit en France ou à l'étranger, les fourgons aménagés par des particuliers sont de plus en plus nombreux.

### Intégral

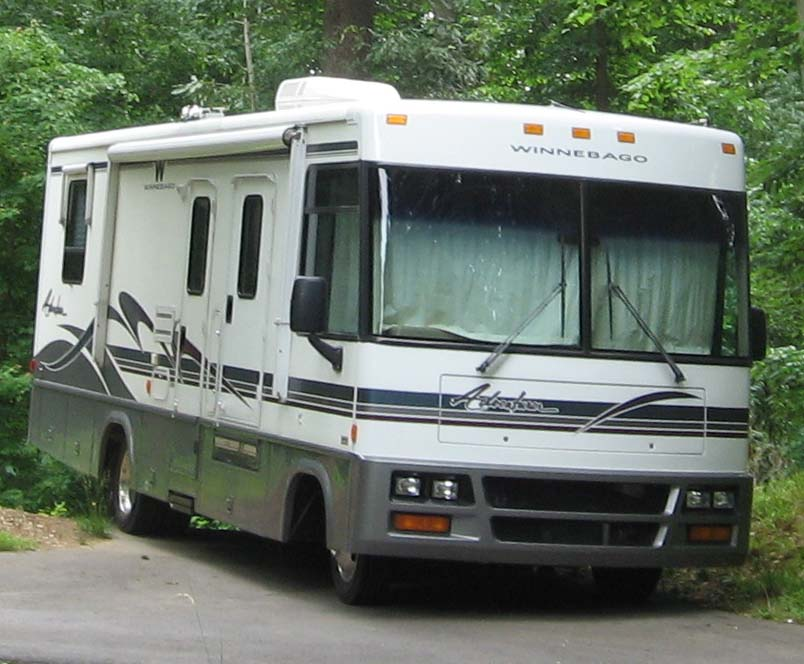
Type intégral : un Winnebago (États-Unis).

Les intégraux ont une silhouette originale qui ne rappelle en rien celle du porteur d'origine. En effet, ils ne conservent aucun élément de carrosserie du véhicule dont ils empruntent la partie mécanique. La cabine de conduite est « intégrée » à l'ensemble du camping-car.
Les camping-cars intégraux possèdent souvent un deuxième couchage au-dessus de la cabine de conduite qui, à l'aide de vérins, se remonte contre le toit quand le camping-car circule. Ce sont souvent des véhicules plus chers que les profilés ou les capucines.

### Profilé
Le camping-car profilé privilégie l'aérodynamisme. La partie au-dessus de la cabine de conduite, appelée « casquette », n'est pas utilisable comme zone de couchage, mais son profil permet une meilleure pénétration dans l'air. Ce type de camping-car est plus complet et souvent plus cher que les capucines et on peut y vivre confortablement à deux. C'est le véhicule idéal des couples sans enfant.
Plus bas d'une dizaine de centimètres environ que les capucines, ils ne disposent généralement que de 2, 3, voire 4 couchettes, avec une manipulation de dînette à l'étape pour faire le lit d'appoint. Idéaux pour deux personnes, les profilés peuvent s'avérer rapidement inconfortables à quatre, le lit d'appoint étant constitué d'un assemblage de coussins plus ou moins plats.

### Yacht routier
Ce véhicule, appelé « King Cruiser », à carrosserie autoportante spécifique et à deux niveaux, accueille à l'étage, extensible par trois tiroirs, quatre passagers valides ou à mobilité réduite. Il dispose d'un équipage de deux personnes chargé de la conduite de l'engin et de la logistique logé en cabine indépendante, d'un ascenseur intérieur et d'un véhicule de tourisme embarqué.

## Stationnement
La pratique du camping-car étant en expansion, de plus en plus de communes créent des parkings réservés aux camping-cars avec parfois une aire de services. Pour le code de l'urbanisme en France, le camping-car est considéré comme une caravane.
Certains lieux touristiques interdisent le stationnement la nuit de 22 heures à 8 heures le lendemain. Quand ce n'est pas interdit, le stationnement reste possible sur le parking d'un site touristique, à proximité de la billetterie.

### Aire de services
C'est un site aménagé où les camping-caristes peuvent vidanger leurs « eaux grises » (douche, vaisselle) et leurs « eaux noires » (WC) et faire le plein d'eau propre. Les vidanges sont le plus souvent gratuites, mais il existe des bornes payantes par carte bancaire, jeton ou pièce de monnaie.
On peut aussi y faire le plein d'eau potable, et parfois se brancher sur le courant électrique. Ces services sont le plus souvent payants (dans environ 60 % des cas)[réf. nécessaire].
Les services généralement disponibles sur une aire ou à proximité sont :
- Alimentation en eau ;
- Vidange des eaux usées ;
- Vidange des WC ;
- Présence de containers pour les déchets ménagers ;
- Stationnement possible pour la nuit ;
- Connexion électrique (la capacité habituelle est de 16 ampères, lorsque c'est payant, généralement limité à 1 heure) ;
- Éclairage public ;
- Tables de pique-nique ;
- Connexion internet par Wi-Fi.

On y trouve parfois :
- Barbecue ;
- Douches et sanitaires ;
- Jeux pour enfants ;
- Piscine ;
- Équipements sportifs ;
- Connexion TV (très rare) ;
- Connexion pour le téléphone (rare en dehors des États-Unis).

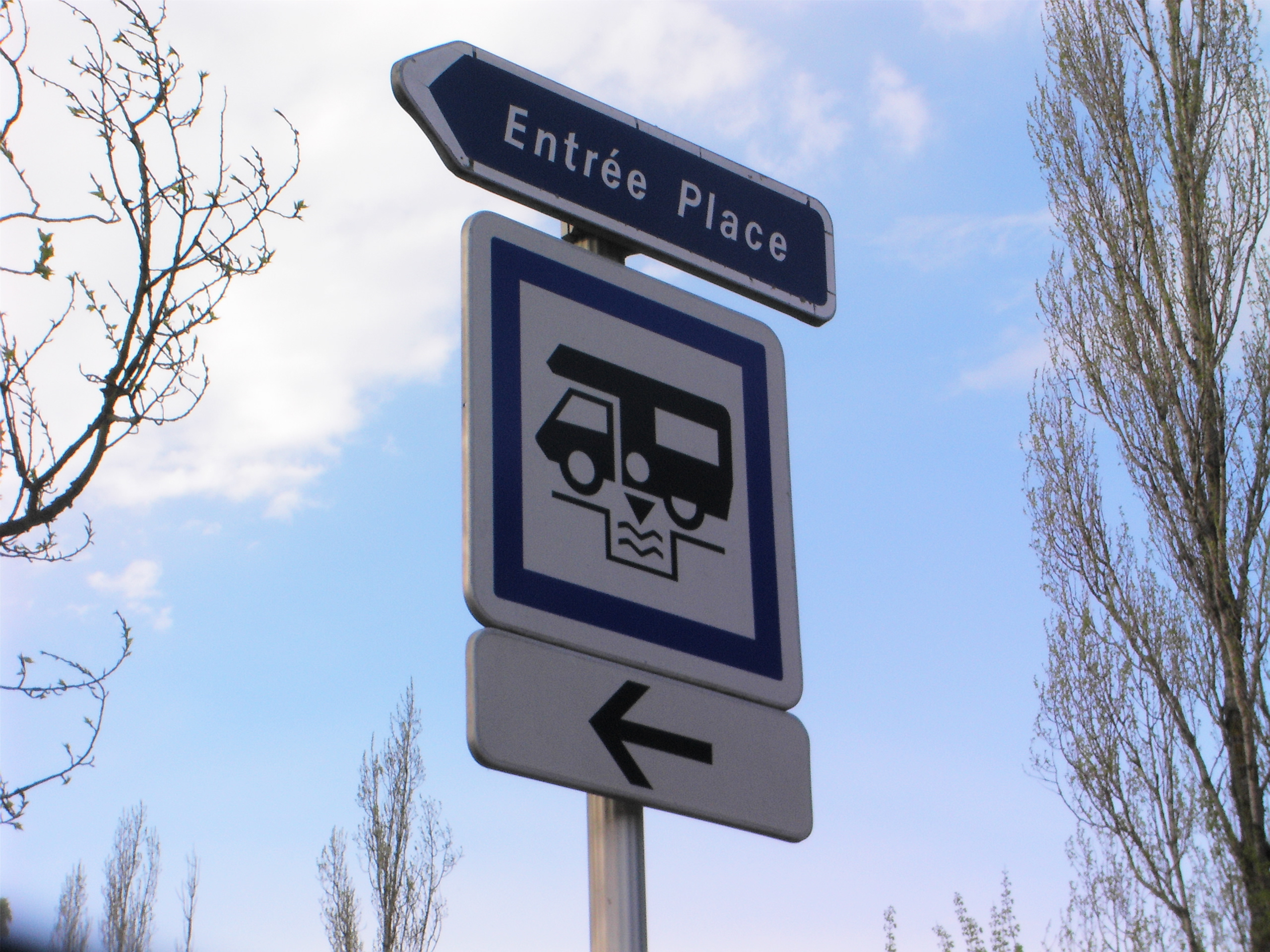
Panneau de signalisation français indiquant la présence d'une aire pour camping-car.
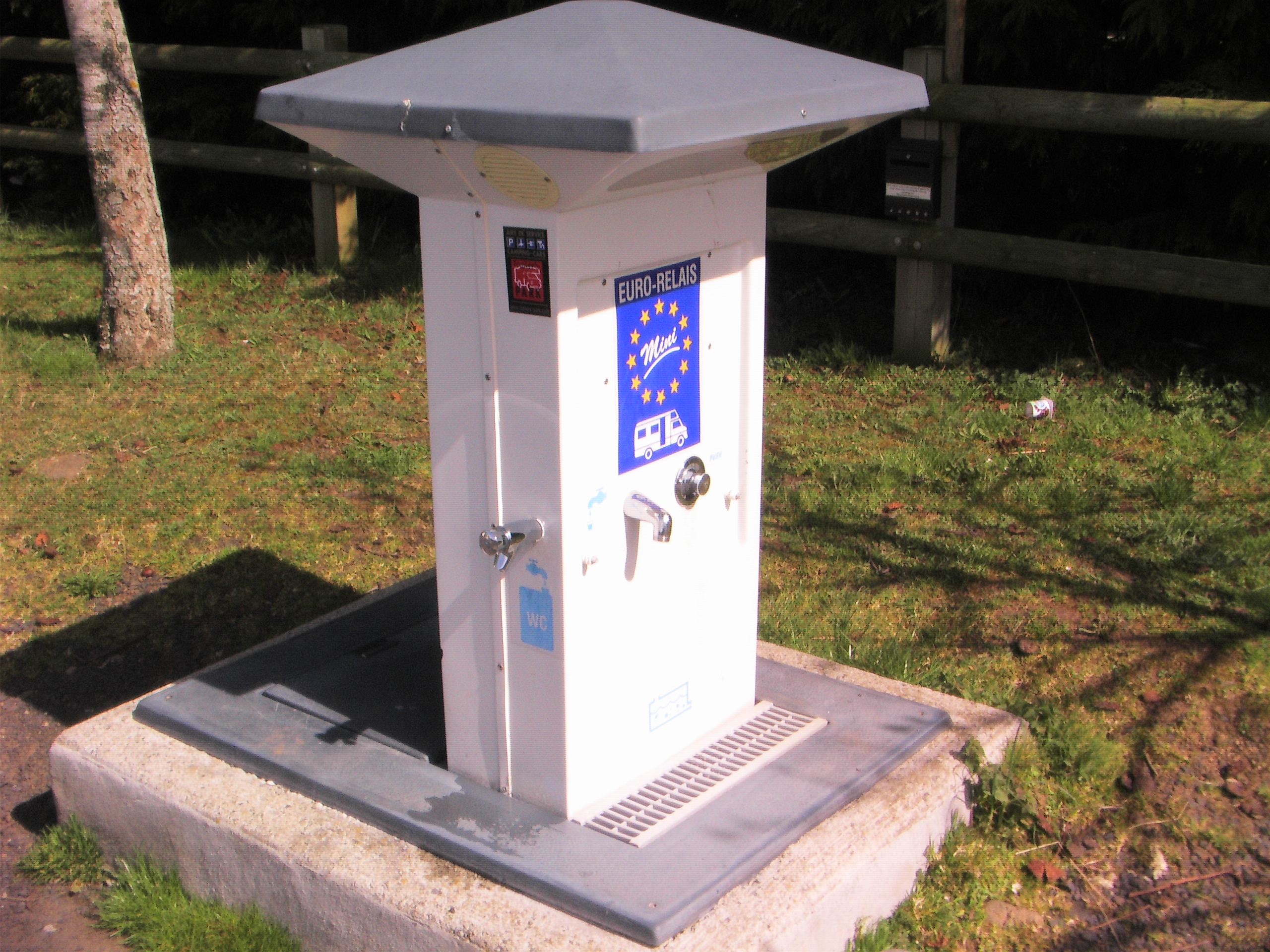
Une borne Euro-relais « mini ».
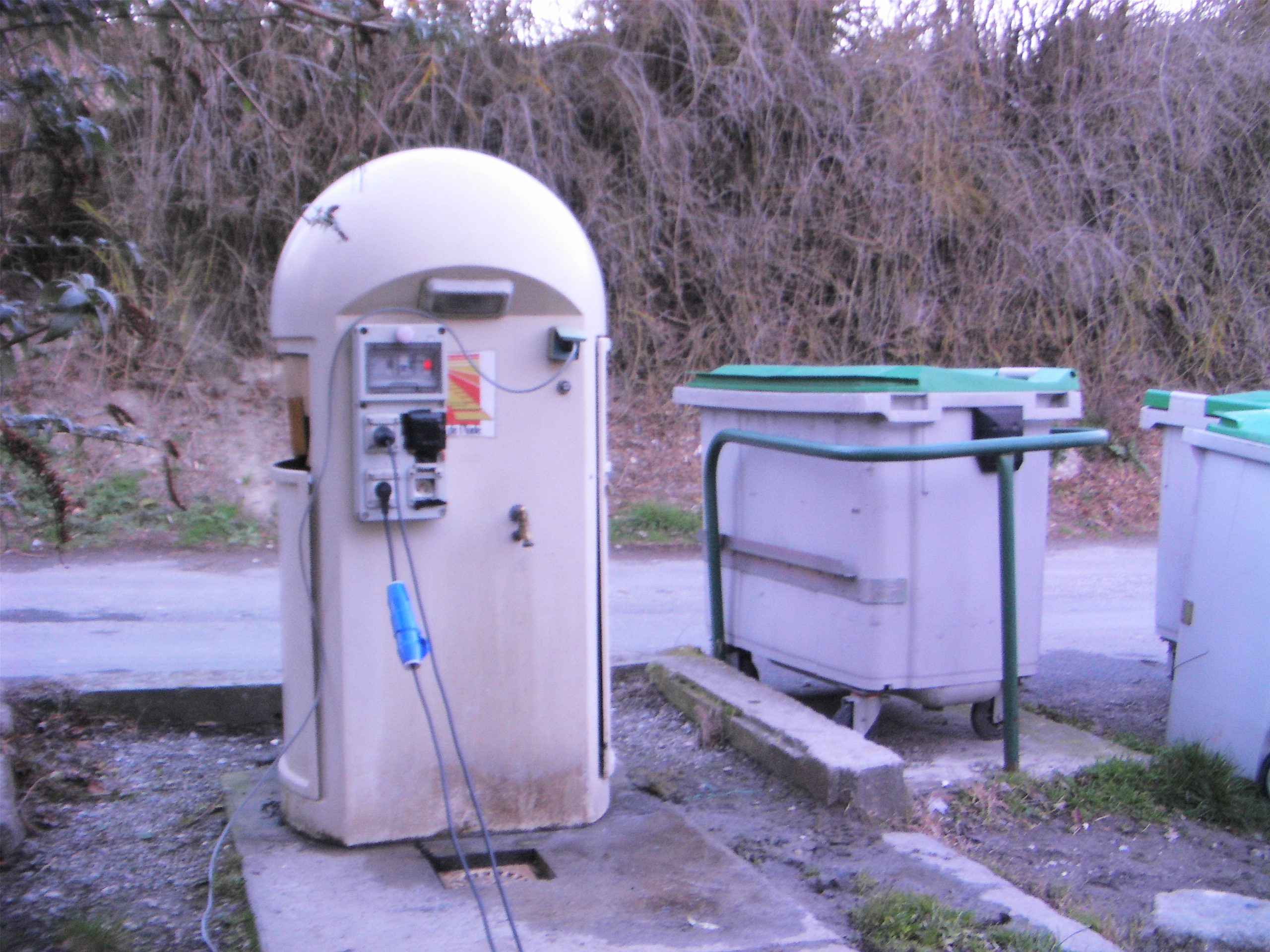
Borne de type industriel de Fanjeaux.
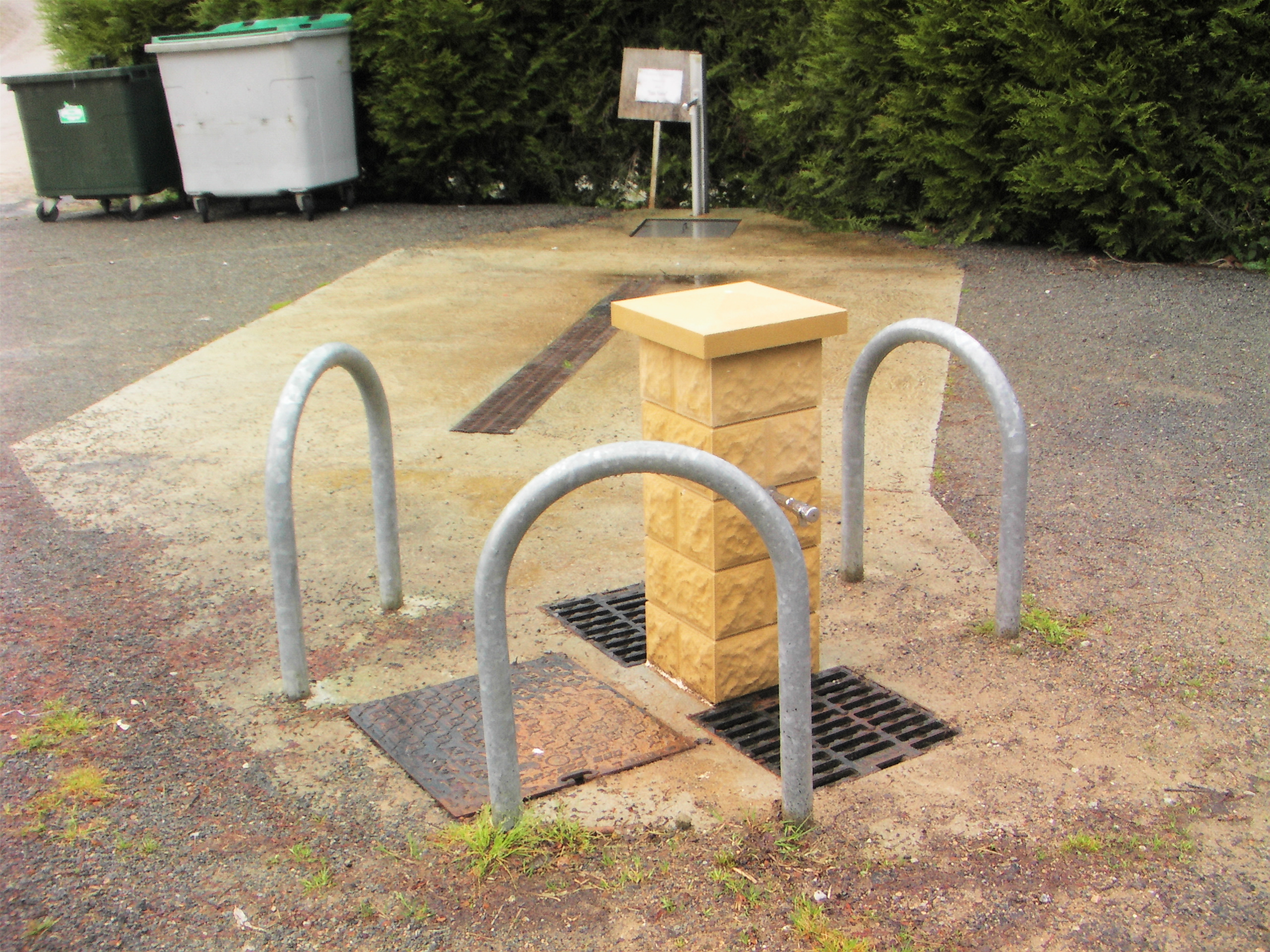
L'aire de services de Magnac-Bourg.
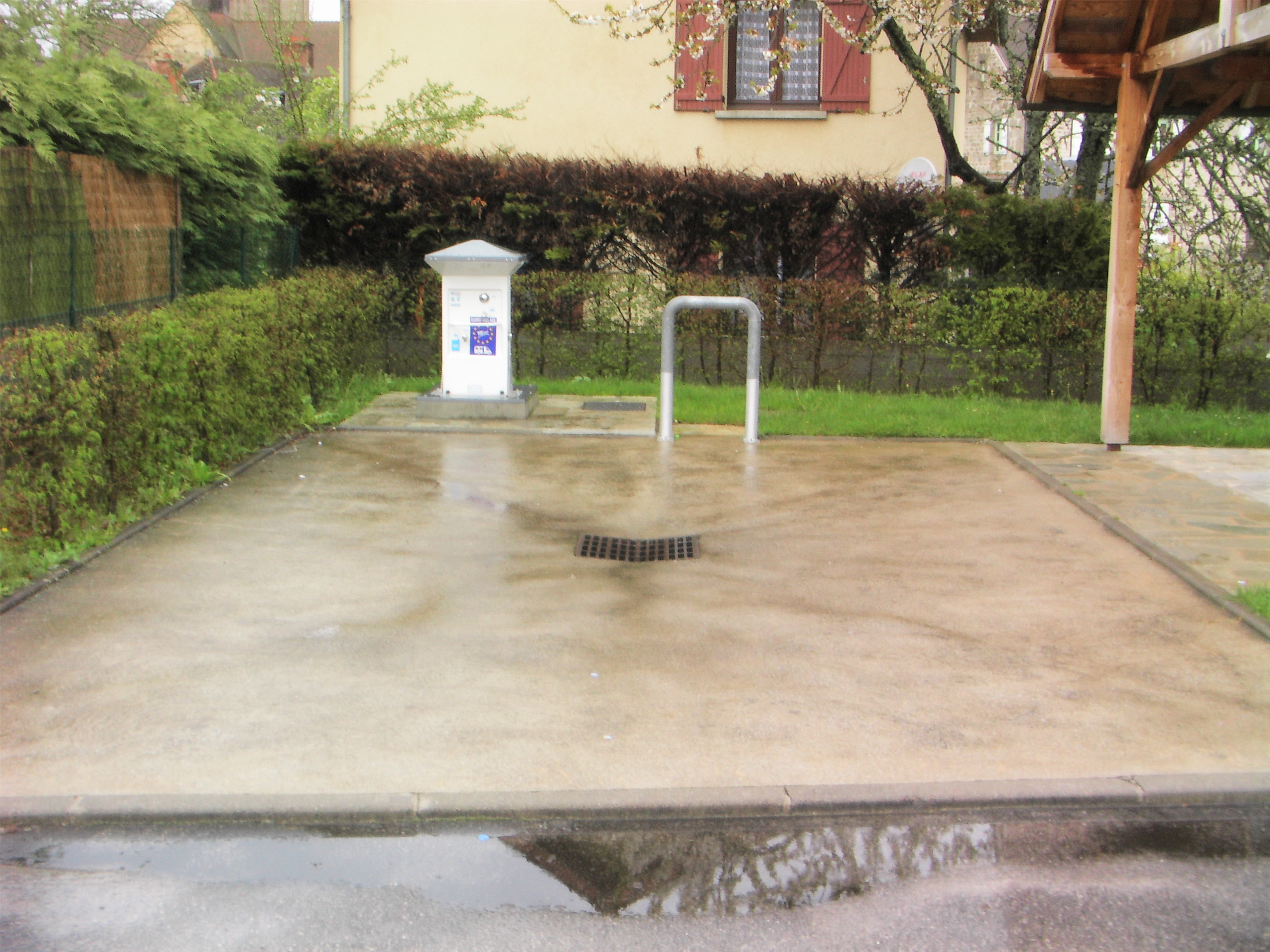
Aire de Felletin.
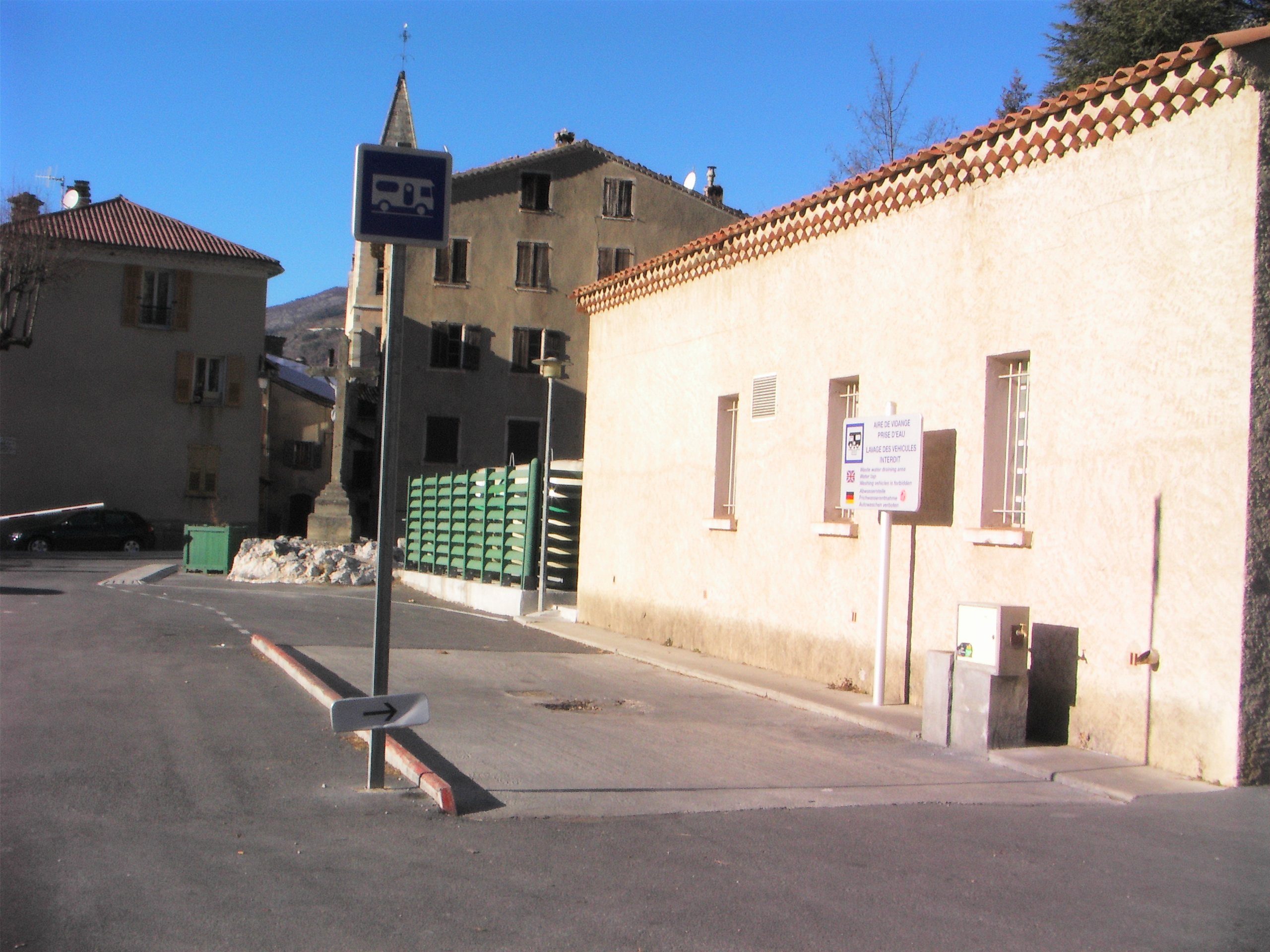
Aire de services de Castellane.
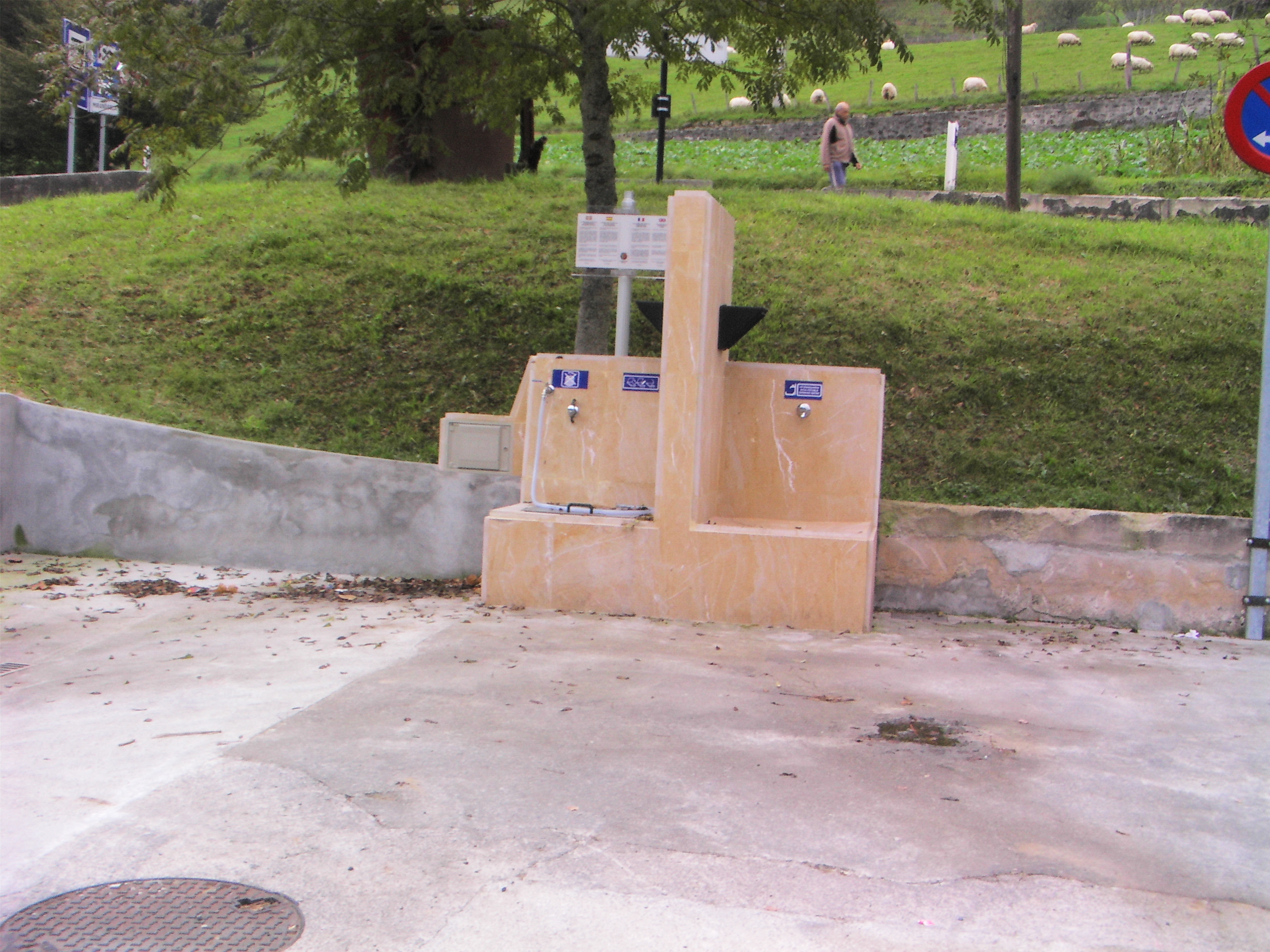
Aire de Mirandaola en Espagne (Pays basque).
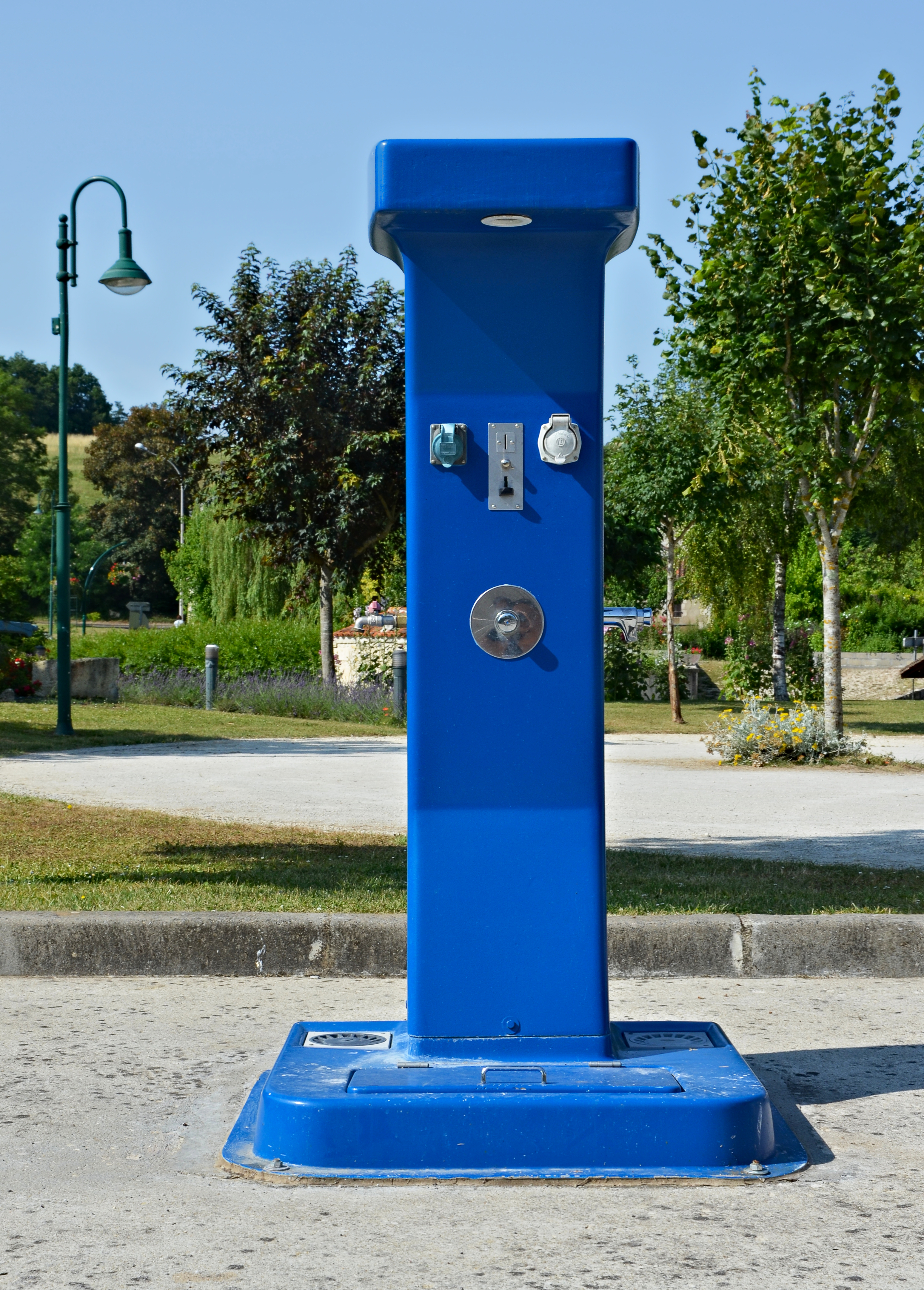
Borne sur l'aire de Vœuil-et-Giget, Charente.

### Glossaire
Voici un glossaire proposé par le France Camping-Car (FCC)
- Baie : On appelle baie toute fenêtre fixe, ouvrante ou coulissante de la cellule du camping-car ;
- Batterie cellule : Il s'agit de la batterie alimentant en 12 volts tous les éléments électriques situés dans l'espace de vie du camping-car (elle est alimentée par un alternateur, par une prise 230 V quand disponible, de plus en plus par un panneau solaire d'environ 120 W ou bien, mais moins fréquemment, par un groupe électrogène, une pile à combustible ou une éolienne) ;
- Boiler : Réservoir intégré au chauffe-eau permettant de stocker l'eau à chauffer ou déjà chauffée ;
- Cellule : La cellule désigne la partie habitable du camping-car, la zone de conduite étant exclue ;
- Chauffage à carburant : Appareil de chauffage alimenté par le carburant du camping-car et non pas au gaz comme c'est le cas majoritairement ;
- Eau grise : Les eaux grises correspondent aux eaux issues de la vaisselle ou de la toilette (lavabos, douche) ;
- Eau noire : Les eaux noires correspondent aux déjections contenues dans la cassette des toilettes ;
- Lit de pavillon : Il s'agit d'un lit suspendu au toit du camping-car, il est monté sur vérins, sangles ou câbles pour le descendre et l'utiliser ou le remonter lorsqu'il ne sert pas ;
- Pompe à eau de cellule : La pompe à eau de la cellule permet d'alimenter en eau les différents postes de la cellule, à savoir les robinets de cuisine, de douche et de lavabos ainsi que la chasse des toilettes. Elle peut également alimenter un robinet d'extérieur du camping-car. Elle peut être immergée ou extérieure au réservoir ;
- Porte-à-faux arrière : Il s'agit de la distance de l'axe de roue arrière à l'arrière du camping-car ;
- Porteur : Ce terme désigne le véhicule (bloc moteur + châssis) servant de base à la construction du camping-car ;
- SecuMotion ou favex : Système de sécurité en amont des équipements au gaz du camping-car.